# Fukuoka
Fukuoka je grad u Japanu. Najveći je grad otoka Kyūshū i najveći japanski grad zapadno od Osake. Grad s okolicom čini urbaniziranu zonu Sjeverni Kyūshū s oko 2,5 milijuna stanovnika. Fukuoka je od svih japanskih većih gradova najbliži Azijskom kopnu (Južnoj Koreji). 

## Povijest
Povjesničari smatraju da je prostor Fukuoke najstarije naseljen dio Japana (zbog blizine azijskog kopna). 663. g.p.K. je na tom prostoru postojao grad Dazaifu za kojeg neki povjesničari smatraju da je u to doba bio administrativno središte Japana.
1281. je Mongolsko Carstvo (najveća svjetska država u povijesti) pokušalo osvojiti Japan. Poslali su veliku flotu u zaljev kod Fukuoke, ali su poraženi jer je tajfun uništio većinu flote.
1889. su se ujedinili gradovi Fukuoka i Hakata i stvorena je moderna Fukuoka. Fukuoka se razvija kao značajna trgovačka luka (posebno za trgovinu s Kinom i Korejom). U njoj žive mnogi samuraji i japanski feudalni gospodari (daimyo). Početkom 20. st. je osnovano sveučilište. 1929. je otvorena zrakoplovna linija Fukuoka-Osaka-Tokyo. Grad je pretrpio značajna razaranja u 2. svj. ratu.

## Zemljopis
Fukuoka je smještena na zapadu Japana i na sjeveru otoka Kyūshū. Nalazi se na zaljevu Hakata koji čini dobru prirodnu luku odvojenu od mora poluotokom Shikanoshima. Kroz grad teče rijeka Muromi. Fukuoka ima dobar položaj na Japanskom prolazu između Japana i Koreje. Nasuprot grada u Južnoj Koreji se nalazi tamošnja značajna luka Busan. U Japanskom prolazu ispred Fukuoke su otoci Tsushima i Iki.  Na sjeveru Kyūshūa je grad Kitakyūshū u kojem je most Kanmonkyo koji otok Kyūshū spaja s najvećim japanskim otokom Honshū.
Reljef oko Fukuoke je brdovit. Klima je umjerena. Grad je vrlo izložen potresima (kao i cijeli Japan). Posljednji veći potres magnitude 7 stupnjeva po Richteru je grad pogodio 2005.
Jugoistočno od Fukuoke nalazi se nacionalni park Aso u kojem se nalazi i aktivni vulkan Aso. Jugozapadno od Fukuoke nalazi se jedan od najznačajnijih industrijskih i lučkih centara u Japanu - grad Nagasaki, smešten u istoimenom zaljevu.

## Znamenitosti
Fukuoka u novije vrijeme jače razvija turizam. Najveća atrakcija je veliki kotač koji se okreće i visok je 120 m nazvan Sky Dream Fukuoka. Postoji povijesna utvrda u parku Ohori sa sačuvanim starim zidinama. Značajni su brojni tradicionalni japanski festivali. Zanimljiva je moderna košarkaška dvorana nazvana Yahoo Dome.